# Poder Ejecutivo Nacional (Argentina)

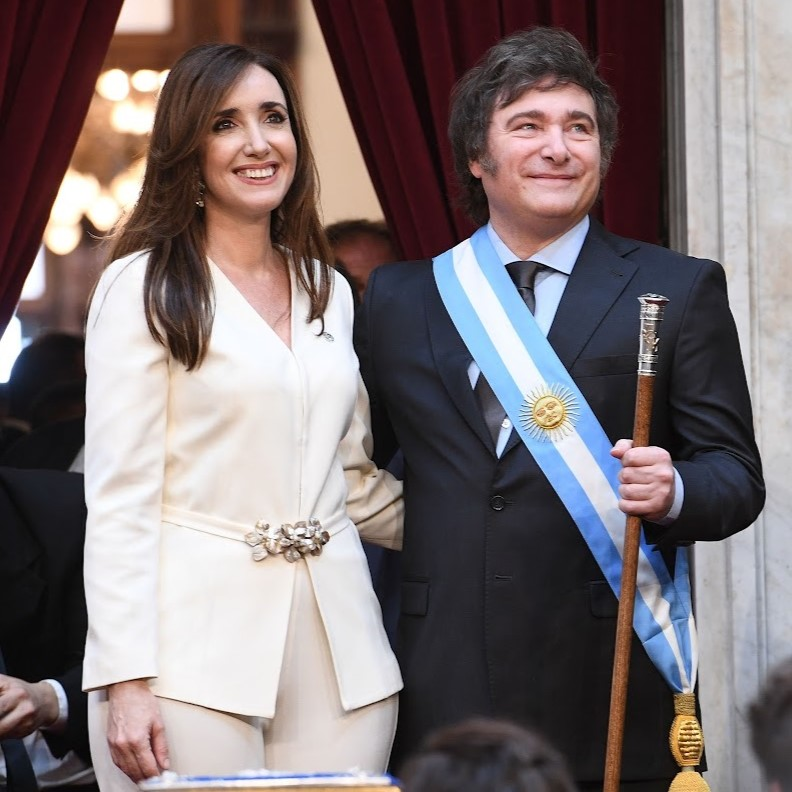
El presidente Javier Milei y la vicepresidenta Victoria Villarruel, en la asunción presidencial del 10 de diciembre de 2023.

El Poder Ejecutivo Nacional (PEN) de Argentina es el órgano ejecutivo del Estado central de este país. Se trata de un órgano unipersonal y piramidal que se encuentra en cabeza del presidente de la Nación Argentina, funcionario que es la máxima autoridad del país, que oficia tanto como jefe de Estado y jefe de Gobierno y que debe ser elegido cada cuatro años por sufragio directo, secreto, universal y obligatorio, en doble vuelta junto con el candidato a vicepresidente. La reforma constitucional de 1994 introdujo el mecanismo de segunda vuelta electoral, que se realiza entre las dos opciones más votadas si en la primera ninguna hubiera obtenido más del 45 % de los votos válidos o, si habiendo obtenido la opción más votada entre el 40 % y el 45 %, existiera una diferencia con la segunda opción menor al 10 %.
El presidente y el vicepresidente duran cuatro años en sus mandatos y pueden ser reelegidos inmediatamente por un mandato más. El gabinete de ministros del presidente de la Nación es dirigido por el jefe de Gabinete de Ministros, quien se encuentra a cargo de la administración del país y es responsable ante el Congreso. A partir del 10 de diciembre de 2023 el titular del PEN es Javier Milei del partido Partido Libertario con mandato hasta el 10 de diciembre de 2027. Es el décimo presidente desde la recuperación del orden constitucional en 1983.
Al PEN le corresponde la jefatura del Estado y la representación internacional del país, el comando en jefe de las Fuerzas Armadas argentinas y la conducción de la Administración Pública Nacional, entre sus principales funciones. De él dependen la Jefatura de Gabinete de Ministros, así como los ministros y secretarios asimilados. Es el ámbito estatal en Argentina que tiene el mayor presupuesto y la mayor cantidad de funcionarios y empleados.
El PEN también tiene funciones colegislativas y tareas comunitarias como la promulgación de las leyes y la facultad de vetarlas, y de común acuerdo con la Cámara de Senadores de la Nación, nombra a los jueces.
Se organiza en dos áreas principales: el área Presidencia de la Nación y las secretarías presidenciales, y el área Jefatura de Gabinete de Ministros.

## Presidencia de la Nación
En Argentina, la Presidencia de la Nación está integrada por el presidente de la Nación y los organismos y personal más cercanos.

## Jefatura de Gabinete de Ministros
La Jefatura de Gabinete de Ministros es un cargo ministerial de la República Argentina, desempeñado por un jefe de Gabinete. Corresponde a un funcionario de la Constitución Nacional y surge como consecuencia de la reforma constitucional de 1994, al incorporar una figura del sistema parlamentario que concentre funciones administrativas y sea nexo entre el poder ejecutivo y el poder legislativo, y así atenuar el poder presidencial. Desde el 27 de mayo de 2024, el cargo es ejercido por Guillermo Francos.
Su rol, atribuciones y obligaciones se detallan en los artículos 100 y 101 de la Constitución Nacional, profundizadas en el art. 16 del Decreto 684/2003. Designado por el presidente de la Nación, es el ministro con mayor rango, ya que es el único con responsabilidad política ante el Congreso, puede ser interpelado por cualquiera de las dos cámaras y removido por el voto de la mayoría absoluta de ambas cámaras, sin el procedimiento de un juicio político. 

## Gabinete de la Nación Argentina
En Argentina, el gabinete es el conjunto de ministerios y secretarías. Los ministerios son organismos del poder ejecutivo del Estado de más alta jerarquía, inmediatamente por debajo del presidente de la Nación Argentina en el caso del gobierno nacional, y de los gobernadores en el caso de las provincias, y del jefe de Gobierno de la Ciudad de Buenos Aires, en el caso de la Ciudad Autónoma de Buenos Aires.
El jefe de gabinete, nombrado por el presidente, ejerce la administración general del país y junto con los demás ministros, refrenda y legaliza los actos del presidente por medio de su firma, sin cuyo requisito carecen de eficacia.
Cada ministerio está dirigido por un ministro, que es libremente elegido y removido por el titular del Poder Ejecutivo. A su vez, cada ministerio está integrado por secretarías, subsecretarías y direcciones nacionales o generales, que constituyen cargos políticos bajo dependencia jerárquica del ministro y son designados por este o por el titular del Poder Ejecutivo por recomendación del ministro. Debajo de las direcciones nacionales o generales, se encuentra la jerarquía de carrera: direcciones, departamentos, divisiones y secciones. A su vez, bajo la órbita de los ministros, se suelen ubicar organismos descentralizados o autárquicos y otro tipo de agencias estatales bajo regímenes especiales.
Las secretarías presidenciales se dividen en la Secretaría General de la Presidencia, la Secretaría Legal y Técnica y la Secretaría de Comunicación y Prensa.